# Sirač
Sirač (maďarsky Szircs, srbsky Сирач) je vesnice a správní středisko stejnojmenné opčiny v Chorvatsku v Bjelovarsko-bilogorské župě. Nachází se asi 7 km jihozápadně od Daruvaru. V roce 2011 žilo v Sirači 1 416 obyvatel, v celé opčině pak 2 218 obyvatel.
V Sirači žije významná česká menšina. V celé opčině žije celkem 251 Čechů (11,32 % obyvatelstva opčiny), v Sirači samotném žije pak 68 obyvatel české národnosti, tedy asi 3,89 % obyvatelstva vesnice. Nejvíce Čechů žije ve vesnici Šibovac, dále Češi žijí ve vesnicích Kip, Miljanovac a Pakrani. 
Opčina zahrnuje celkem 8 trvale obydlených vesnic:
- Barica – 52 obyvatel
- Bijela – 53 obyvatel
- Donji Borki – 59 obyvatel
- Kip – 148 obyvatel
- Miljanovac – 160 obyvatel
- Pakrani – 116 obyvatel
- Sirač – 1 416 obyvatel
- Šibovac – 214 obyvatel

Nachází se zde i zaniklá vesnice Gornji Borki a dřívější sídla Borki, Orašje, Srednji Borki a Zaile.
Siračem prochází řeka Bijela.